# Индустријска област Ss 159 (Фођа)
Индустријска област Ss 159 (итал. Area Industriale Ss 159) је насеље у Италији у округу Фођа, региону Апулија.
Према процени из 2011. у насељу је живело 8 становника. Насеље се налази на надморској висини од 13 м.